# Rasterstaarttrogon
De rasterstaarttrogon (Trogon clathratus) is een vogel uit de familie Trogonidae.

## Verspreiding en leefgebied
Deze soort komt voor in Costa Rica en westelijk Panama.

## Status
De grootte van de populatie is in 2022 geschat op 20.000-50.000 volwassen vogels. Op de Rode lijst van de IUCN heeft deze soort de status niet bedreigd.

## Externe link

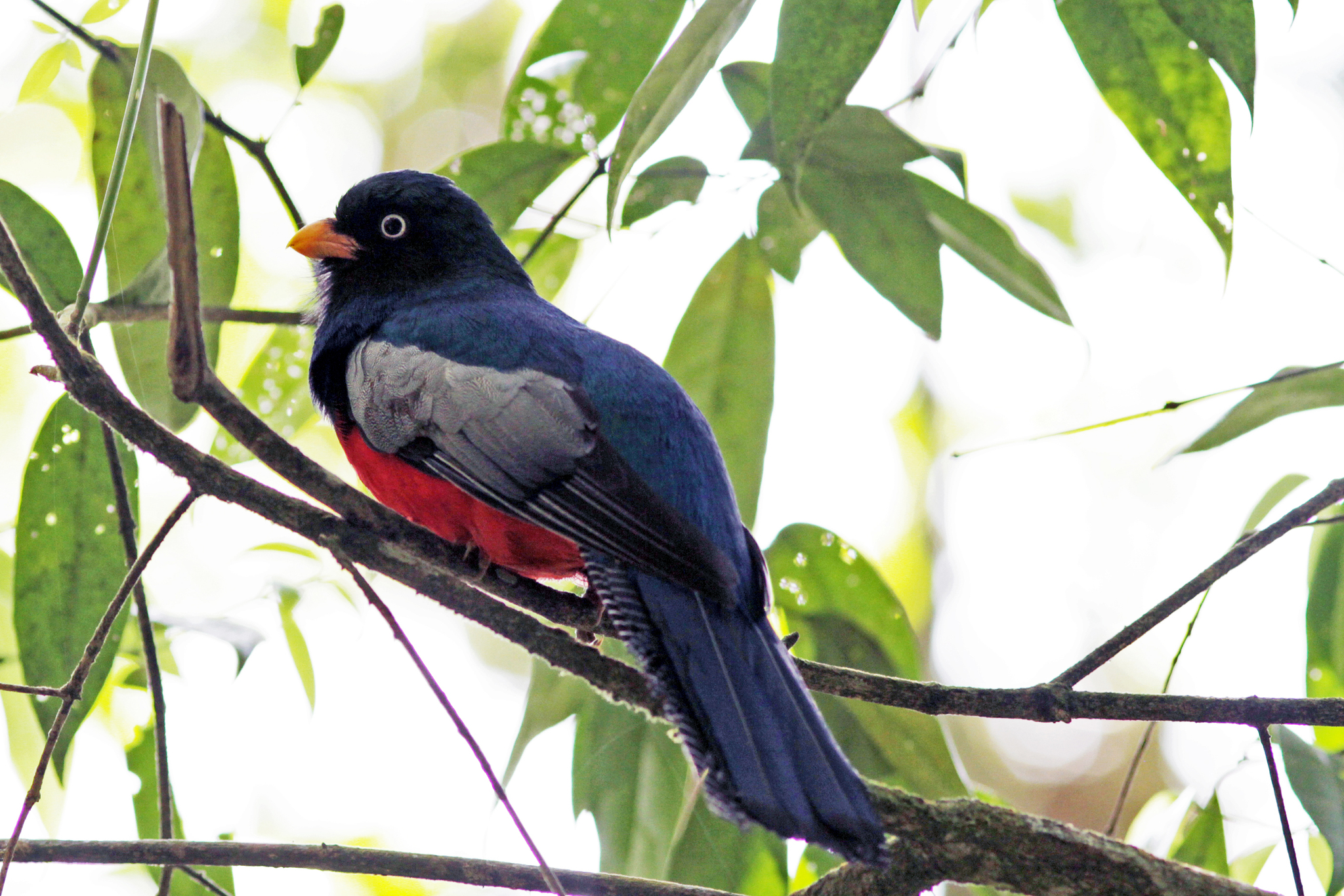